# Potwór Yonggary
Potwór Yonggary (kor. 용가리 Yonggari, ang. Reptilian) – południowokoreański film typu kaijū z 1999 roku w reżyserii Shim Hyung-rae. Luźny remake filmu Yonggary z 1967 roku. Jeden z najdroższych filmów w historii południowokoreańskiego kina.

## Fabuła
Zespół archeologiczny kierowany przez profesora Campbella i doktora Hughesa odkrywa w południowoazjatyckich jaskiniach skamieniałości dinozaurów. W trakcie wędrówki Hughes odłączając się od ekipy znajduje zmumifikowane zwłoki dziwnej istoty. Campbell nie zważa na zaginięcie kompana i odkrywa świecącą skałę, co niepokoi jego pracowników. Wykop powoduje wybuch, który ujawnia hieroglify. Dwa lata później żołnierz US Army, kpt. Parker jest świadkiem zniszczenia dwóch amerykańskich satelitów, o czym wkrótce informuje generała Murdocka z United National Defense Agency. Stoi za tym statek kosmiczny nieznanego pochodzenia.
Fotoreporter Bud Black na zlecenie swego redaktora dociera na nielegalne stanowisko archeologiczne, gdzie Campbell ze swoją asystentką Holly zabezpiecza szkielet prehistorycznego gada 50 razy większego od tyranozaura. Niespodziewanie pojawia się dr Hughes uważany za zaginionego. Przestrzega Campbella przed wykopaliskami, jednak zostaje wyrzucony. Tej samej nocy dwóch robotników zostaje zabitych przez promienie statku kosmicznego, co zdarzyło się już kilkukrotnie. Campbell bierze to jednak za wypadek i nie zważa na sugestię Holly o powiadomieniu władz. Tymczasem UNDA odkrywa, że statek kosmiczny należy do kosmitów.
Black otrzymuje zgodę od Campbella na raportowanie wykopalisk, lecz pod pewnymi warunkami. Jest świadkiem jak szkielet zaczyna się regenerować. Podobnie jak robotnicy, którzy widząc ukrywanie kolejnych śmierci przez Campbella, grożą przerwaniem prac. Holly odchodzi z zespołu. W barze spotyka ją Hughes i mówi, że szkielet należy do Yonggary’ego – potwora z lokalnych legend, który ma odrodzić się i zniszczyć świat. Tłumaczy jej, że przez dwa lata swej nieobecności był w kontakcie z amerykańskim rządem, badając znalezioną przez niego mumię istoty, która okazała się kosmitą. Pokazuje jej zapis hieroglifów będących też autorstwa kosmitów. Hughes i Holly jadą powstrzymać Campbella, który już zdążył odkopać szkielet Yonggary’ego.
Kosmici kierują na wykopaliska promienie, dzięki którym szkielet pokrywa się tkanką i Yonggary zmartwychwstaje. Onieśmielony tym Campbell ginie pod stopami dinozaura, którego teleportują kosmici. Na miejsce przybywa jednostka UNDA pod wodzą Parkera. Gdy Yonggary się materializuje, bezskutecznie atakują go wojskowe helikoptery. Do generałów Murdocka i Howella kierujących akcją przybywa agent Mills z National Space Investigation Agency. Dzieli się z informacjami dotyczącymi kosmitów, których cywilizacja 200 milionów lat temu odwiedziła Ziemię. Jednak skradziono kluczowe informacje na temat pokonania obcych.
Kosmici transportują Yonggary’ego do Los Angeles, gdzie dokonuje destrukcji miasta. Hughes i Holly docierają do sztabu wojskowego. Okazuje się, że to Hughes dostarczył informacji o kosmitach National Space Investigation Agency i wykradł brakujące dane. Przekazuje je z powrotem zapisane na płycie CD. Wojsko musi powstrzymać potwora w ciągu 5 godzin, inaczej prezydent zastosuje bombę atomową. Współpracujący z Murdockiem i Howellem generał USAF Thomas włącza do akcji prototypowy projekt T-Force, wykorzystujący jetpacki i karabiny laserowe. Hughes i Holly dekodują hieroglify i odkrywają, że Yonggary kontrolowany jest poprzez receptor w kształcie diamentu na jego czole i że „do walki zostanie wysłane kolejne wielkie światło”. Parker otrzymuje dowództwo nad oddziałem T-Force.
Holly informuje wojsko, by żołnierze atakowali receptor potwora. Po długiej walce zgłoszony na ochotnika porucznik O’Neil niszczy receptor rozbijając się o potwora. Uwolniony spod kontroli kosmitów, Yonggary ratuje grupę cywilów przed budynkiem przewróconym przez zabłąkaną salwę rakietową. Mills blokuje komunikację sztabu wojskowego z prezydentem, zanim atak nuklearny również zostanie odwołany. Chce śmierci potwora, licząc że kosmici zejdą na Ziemię i będzie okazja do ich zbadania. Zostaje jednak powstrzymany.
Kosmici straciwszy kontrolę nad Yonggarym wysyłają przeciw niemu drugiego gigantycznego potwora, Cycora. Przewagę początkowo ma Cycor, lecz Parker w porę odwraca jego uwagę. Yonggary po długiej walce zabija Cycora, po czym nieprzytomny upada, a bombowiec z bombą atomową zostaje odwołany. Kosmici decydują się odłożyć plany inwazji na bardziej sprzyjające czasy i opuszczają Układ Słoneczny. Następnego ranka Yonggary jest transportowany na bezludną wyspę, by mógł zaadaptować się w XXI wieku.

## Obsada
- Harrison Young – dr Wendell Hughes
- Donna Philipson – Holly Davis
- Robert B. Livingstone – prof. Campbell
- Dan Cashman – gen. por. George Murdock
- Matt Landers – gen. mjr Don „Boom Boom” Howell
- Dennis Howard – gen. mjr Jack Thomas
- Bruce Cornwell – agent Mills
- Eric Briant Wells – kpt. Parker
- Brad Sergi – Bud Black
- Derrick Costa – sierż. Archie
- Wiley Picket – por. O’Neil
- Kurt Leitner – kosmici (głos)
- Johanna Parker – sierż. Romiski
- Alex Walters – sierż. Michaels
- Allan Grifka – sierż. Smitty
- Les Brandt – sierż. Sanchez
- Marvin Poole – szer. Lewis
- Julie Kessler – barmanka Sarah Saunders
- D.J. Robbins – redaktor

## Produkcja
Południowokoreański filmowiec i komik Shim Hyung-rae na bazie zainteresowania amerykańską wersją Godzilli z 1998 roku i serią Park Jurajski podjął decyzję by zremake'ować film Yonggary z 1967 roku w wersji wysokobudżetowej. Shim wcześniej miał do czynienia z Yonggarym w 1993 roku, gdy w reżyserowanym przez siebie filmie Young-guwa gongryong Zzu-Zzu z 1993 roku sparodiował postać potwora. Shim wpadł na pomysł, by południowokoreański film można sprzedawać zagranicą, tak by nie było widać z jakiego faktycznego pochodzi. Stąd zostali zatrudnieni amerykańscy aktorzy i produkcja została nakręcona w języku angielskim.
Yonggary był wówczas przedsięwzięciem na niespotykaną wcześniej skalę w południowokoreańskiej kinematografii. Oprócz wsparcia finansowego od Hyundai Capital Corp. i Korean Technology Finance Corp., film otrzymał wsparcie finansowe i techniczne od rządu koreańskiego oraz władz Suwon, umożliwiając filmowcom dostęp do baz wojskowych, sprzętu i lokalizacji takich jak Historyczne Muzeum Wojny w Seulu, w którym filmowanie nigdy wcześniej nie było dozwolone.
W filmie wykorzystano 124 miniatury, a projektanci przez 6 miesięcy projektowali Yonggary'ego. Rzeźby potworów zostały wykonane w 6 miesięcy, które następnie zostały zeskanowane na ekrany cyfrowe do pracy 3D. Dla potworów wyprodukowano kostiumy, ale podczas postprodukcji zastąpiono je obrazami generowanymi komputerowo. Film był w produkcji przez 18 miesięcy i zaowocował 45 minutami grafiki komputerowej.
Według Shima film kosztował ok. 13,5 miliona dolarów. W trakcie premiery był to najdroższy południowokoreański film.

## Promocja
W 1998 roku na Festiwalu Filmowym w Cannes dla potencjalnych międzynarodowych dystrybutorów wyprodukowano dwuminutową zapowiedź Yonggary, która wzbudziła zainteresowanie Warner Bros. i United International Pictures. Jeszcze przed rozpoczęciem produkcji film został sprzedany w przedsprzedaży za 2,72 miliona dolarów po podpisaniu dziewięciu umów dotyczących praw autorskich m.in. z Niemcami, Polską, Tajlandią i Turcją. Yonggary był relacjonowany w magazynach publikowanych podczas festiwalu.
W okresie premiery firma zabawkarska Sonokong wyprodukowała serię zabawek z wizerunkiem potwora, a z kolei przedsiębiorstwo żywieniowe Harim wypuściło na rynek kierowane dla dzieci nuggety z kurczaka w kształcie dinozaurów reklamowane Yonggarym w wersji kreskówkowej. Marka nuggetów jest kontynuowana do tej pory, gdzie Yonggary w wersji dla dzieci stał się jej maskotką.

## Premiera
Potwór Yonggary miał premierę w Korei Południowej 17 czerwca 1999. Film miał swoją premierę w Koreańskim Centrum Kultury w Seulu, będąc tym samym pierwszym filmem tam prezentowanym.

### Wersja rozszerzona
Po udanym otwarciu filmu, filmowcy postanowili rozszerzyć film o dodatkowe efekty komputerowe, nowe plany zdjęciowe, nieco inną historię i dodatkowe postacie, i zaczęli ponownie kręcić w grudniu 1999 roku. Ta wersja została później wydana na początku 2001 roku jako Yonggary: 2001 Upgrade Edition . Wersja ta została wydana w Stanach Zjednoczonych przez Sony jako Reptilian bezpośrednio na rynek domowy. Wersja z 1999 roku nigdy nie została wydana na jakikolwiek rynek domowy.

## Odbiór
W 1999 roku odniósł sukces komercyjny w Korei Południowej, tak samo jak wznowienie z 2001 roku. W dniu otwarcia sprzedano 120 tys. biletów i milion biletów w weekend otwarcia. Film został wydany w 85 kinach w Korei Południowej, co stanowi największą liczbę spośród wszystkich filmów wydanych w tym czasie w Korei Południowej.
Potwór Yonggary otrzymał głównie recenzje negatywne. Szczególnie krytyką zostały objęte niskiej jakości efekty specjalne, szczególnie że pochodziły z ulepszonej wersji z 2001 roku.

## Niezrealizowany sequel
W planach był sequel oparty na usuniętym z Potwora Yonggary’ego pobocznym wątku dotyczącym Buda Blacka. Według niego Black pozyskał tajemnice kosmitów dotyczące wskrzeszenia genetycznego, tej samej metody, której użyto do przywrócenia Yonggary’ego do życia, i powrotu do stanowiska archeologicznego z jaskinią skamieniałości dinozaurów. Bud Black i ożywione skamieliny mieli być antagonistami w kontynuacji. Rozważano także robotycznego sobowtóra Yonggary’ego opartego na Mechagodzilli. W 2016 roku, podczas tworzenia kontynuacji D-War: Wojny smoków, reżyser Shim Hyung-rae omówił perspektywę parku rozrywki opartego na jego filmach, zwłaszcza Potwora Yonggary'ego i D-War: Wojny smoków, z wiceprezesem China Real Estate Industry Association.